# アイム・ノット・シリアルキラー
『アイム・ノット・シリアルキラー』（原題: I Am Not a Serial Killer）は、2016年のアイルランドとイギリス合作のホラー映画。『バック・トゥ・ザ・フューチャー』シリーズのドク役でおなじみのクリストファー・ロイドと『かいじゅうたちのいるところ』のマックス・レコーズが共演したスリラー映画。
「松竹エクストリームセレクション」の第2弾作品である。

## キャスト
※括弧内は日本語吹替
- ジョン・ウェイン・クリーヴァー - マックス・レコーズ（浪川大輔）
- クロ―リー - クリストファー・ロイド（穂積隆信）
- エイプリル・クリーヴァー - ローラ・フレイザー（冬馬由美）
- マーガレット - クリスティーナ・ボールドウィン（野沢由香里）
- ネブリン医師 - カール・ギアリー（英語版）（郷田ほづみ）

## 評価
本作は批評家から高く評価されている。映画批評集積サイトのRotten Tomatoesには53件のレビューがあり、批評家支持率は92%、平均点は10点満点で6.69点となっている。サイト側による批評家の見解の要約は「『アイム・ノット・シリアルキラー』は残酷でダークなテーマをブラック・ユーモアで膨らませる優れたホラー映画」となっている。